# Konwencja Metryczna
     Strony
     Państwa stowarzyszone
     Byłe strony

Konwencja Metryczna
Strony
Państwa stowarzyszone
Byłe strony

Konwencja Metryczna – traktat podpisany przez siedemnaście państw w 1875 roku w celu ujednolicenia systemu metrycznego na świecie. Depozytariuszem jest rząd Francji, językiem miarodajnym francuski.
W tym samym czasie utworzono Międzynarodowe Biuro Miar i Wag (BIPM) z siedzibą w Sevres, które jest finansowane ze składek sygnatariuszy traktatu. Obecnie Międzynarodowa Konwencja Metryczna ma 63 członków, a stowarzysza dalszych 37. Polska podpisała Konwencję 12 maja 1925 roku.
Poszczególne państwa w ramach Konwencji przedstawiają własne naukowe opracowania metrologiczne, które są weryfikowane, dyskutowane i następnie przyjmowane jako wspólne ustalenia. Polską instytucją, która bierze udział w pracach i reprezentuje Polskę na arenie międzynarodowej, jest Główny Urząd Miar.
Obecnie (2008) celem Konwencji jest doskonalenie systemu metrycznego, osiągnięcie spójności pomiarowej m.in. przez porównania wzorców oraz zawieranie porozumień przez kraje członkowskie w sprawie wzajemnego uznawania wzorców jednostek miar oraz świadectw wzorcowania i pomiarów wydawanych przez krajowe instytucje metrologiczne.
Najwyższym organem Konwencji Metrycznej jest Generalna Konferencja Miar (CGPM). Generalnej Konferencji Miar podlega Międzynarodowy Komitet Miar i Wag (CIPM). CIPM nadzoruje działalność Międzynarodowego Biura Miar i Wag, powołuje Komitety Doradcze, a także przygotowuje projekty uchwał Generalnej Konferencji Miar.